# 김태준 (1990년생 축구 선수)
김태준(한국 한자: 金太俊, 1990년 5월 24일 ~ )은 과거 대한민국의 축구 선수로, 현역 시절 포지션은 공격수였었다.